# Antonio Rinaldi
Antonio Rinaldi (ur. 1710 w Trydencie, zm. 10 kwietnia 1794 w Rzymie) – włoski architekt, przez większość swojej kariery artystycznej pracował w Rosji. Jego nauczycielem był Luigi Vanvitelli.

## Życiorys
W roku 1751 w czasie podróży do Anglii Rinaldi otrzymał wezwanie od rosyjskiego hetmana, Cyryla Razumowskiego, który życzył sobie wyporządzenia swojej posiadłości na Ukrainie. Do wczesnego okresu twórczości Rinaldiego należą: cerkiew pod wezwaniem Zmartwychwstania Pańskiego w Poczepie nieopodal Briańska oraz cerkiew pw. św. Katarzyny w Jamburgu (obecnie Kingisepp) niedaleko Petersburga. Rinaldi zaprojektował typową dla architektury prawosławnej bryłę budynku, zwieńczoną kopułą, przemycając do projektu elementy włoskiego stylu późnego baroku.
Pierwszym świeckim zleceniem Rinaldiego w Rosji był dwór kanclerza Michaiła Iłłarionowicza Woroncowa w Nowoznamience. W roku 1754 otrzymał on posadę nadwornego architekta pary książęcej, która później zasiadła na tronie Rosji jako cesarz Piotr III i cesarzowa Katarzyna II. Posiadali oni rezydencję w Oranienbaum. W miasteczku tym Rinaldi wykonał swoje najsłynniejsze barokowe projekty: pałac Piotra III (1758–60), okazale urządzony Pałac Chiński (1762–68) oraz Pawilon do Jazdy na Lodzie (1762–74).

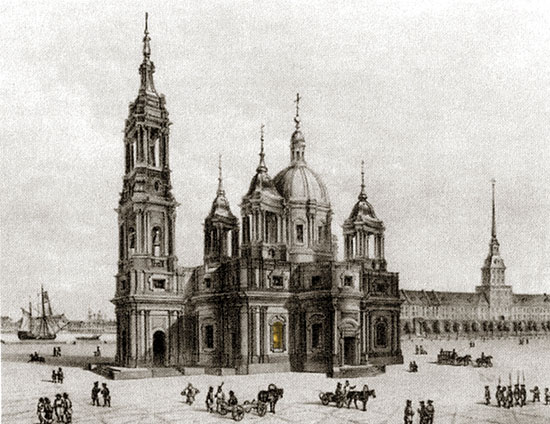
Katedra św. Izaaka w Sankt Petersburgu

W latach 70. XVIII w. Rinaldi pracował na stanowisku nadwornego architekta hrabiego Orłowa, największego faworyta carycy Katarzyny II i najpotężniejszego człowieka w Rosji. Dla niego Orłow zaprojektował Pałac Marmurowy przy Nabrzeżu Pałacowym w Petersburgu. Pałac Marmurowy zbudowany został w l. 1768–1785 dla faworyta Katarzyny II Grigorija Orłowa. Rezydencję ostatecznie wykończono już po śmierci Orłowa, któremu nigdy nie było dane w nim zamieszkać. Do wystroju wnętrz pałacowych i fasady użyto różowych marmurów syberyjskich. W tym okresie Pałac Marmurowy swym przepychem ustępował jedynie Pałacowi Zimowemu – rezydencji imperatora Pawła I. Od 10 marca 1797 roku był siedzibą króla Stanisława Augusta Poniatowskiego, podczas jego pobytu w Petersburgu po abdykacji. Poza tym zaprojektował Zamek Gatczyna, który później został zakupiony i częściowo przebudowany przez imperatora Pawła I Romanowa. Na zamówienie Orłowa wykonał on kilka pomników w Carskim Siole, wśród których na wyróżnienie zasługują: Wrota Orłowa oraz obeliski upamiętniające bitwy pod Kagułem i pod Czesmą. Ukończył również rozpoczęte przez Jeana-Baptiste Vallina de la Mothe'a dzieło budowy pierwszego w Rosji, katolickiego kościoła św. Katarzyny w Sankt Petersburgu.
Rinaldi w swoich projektach dokonywał łagodnego przejścia ze stylu rokokowego, skupiającego się na bogatych, olśniewających wnętrzach, do umiarkowanego stylu neoklasycystycznego, kładącego nacisk na projektowaniu prostych i wyrazistych fasad budowli. Przykładami syntezy tych dwóch prądów architektonicznych są dwa sobory w Sankt Petersburgu: jeden poświęcony św. Izaakowi z Dalmacji (później całkowicie przebudowany w stylu Empire) oraz drugi, pod wezwaniem św. Włodzimierza I Wielkiego, który stoi do dziś.
W 1784 r. starzejący się artysta zrezygnował z posady architekta z powodu problemów zdrowotnych i powrócił do Włoch.